# Ilongo Ngansania
Ilongo Ngansania, dit Saddam, est un footballeur congolais (RDC) né le 8 août 1984 à Kinshasa.Il joue au poste de milieu de terrain au Forest Rangers Football Club de Zambie.

## Biographie
Il a participé à la Coupe d'Afrique des nations 2006 avec l'équipe de République démocratique du Congo. Il a été surnommé ainsi en raison de son style de jeu agressif. Il possède une excellente vision du jeu, une bonne justesse technique et physique et un pied gauche incroyable. Après un exil au Qatar, il revient dans son pays, au DC Motema Pembe dans le but de retrouver la sélection. Après de bonnes performances, il est rappelé pour la première fois depuis 2008 par Robert Nouzaret contre Maurice en mars 2011.

## Carrière
| Année     | Club              | Pays                             |
| --------- | ----------------- | -------------------------------- |
| 2003      | DC Motema Pembe   | République démocratique du Congo |
| 2004      | DC Motema Pembe   | République démocratique du Congo |
| 2004-05   | Hapoël Tel-Aviv   | Israël                           |
| 2005      | DC Motema Pembe   | République démocratique du Congo |
| 2006      | Spartak Naltchik  | Russie                           |
| 2006-07   | FK Mladá Boleslav | République tchèque               |
| 2008-2010 | Hatta Club        | Émirats arabes unis              |
| 2011-     | DC Motema Pembe   | République démocratique du Congo |